# Gustav Kraatz
Ernst Gustav Kraatz (13. března 1831, Berlín – 2. listopadu 1909, tamtéž) byl německý entomolog.
Gustav Kraatz byl profesorem na dnešní Humboldtově univerzitě v Berlíně, (tehdejší Friedrich-Wilhelms-Universität). Zabýval se zejména zkoumáním řádu Coleoptera (brouci), k tomu měl k dispozici obrovskou sbírku exemplářů z celého světa uloženou v Humboldtově muzeu. Je autorem více než 1400 odborných prací.
Jeho vlastní sbírka se nachází v Německém entomologickém institutu (DEI) v Münchebergu, jehož vznik inicioval.

## Dílo (výběr)
- Kraatz, G.: 1850, Ueber die europäischen Arten der Gattung Colon
- Kraatz, G.: 1852, Bemerkungen über Myrmecophilen
- Kraatz, G.: 1852, Revision der europäischen Arten der Gattung Catops
- Kraatz, G.: 1852, Nachtrag zur Monographie über die Gattung Colon
- Kraatz, G.: 1854. Zwei neue Colon
- Kraatz, G.: 1856, Nachträge zur Revision der Gattung Catops
- Kraatz, G.: (1856-1857), Naturgeschichte der Insecten Deutschlands
- Kraatz, G.: 1874, Beiträge zur Kenntnis der Cassida-Arten, namentlich auch einiger schwierigen. Berl. Entomol. Zeitschrift
- Kraatz, G.: 1874, Verzeichniss andalusischer Cassida-Arten. Berl. Entomol. Zeitschrift
- Kraatz, G.: 1874, Ueber russische Cassida-Arten. Trudy Russ. entomol. Obsc.
- Kraatz, G.: 1876, Ueber den clypeus der Necrophorus-Arten.
- Kraatz, G.: 1879, Neue Käfer vom Amur, Deutsch. Entomol. Zeitschr.
- Kraatz, G.: 1879, Die Cassiden von Ost-Sibirien und Japan. Deutsch. Entomol. Zeitschr.
- Kraatz, G.: 1884, Neue Käfer-Arten von Margellan (Turkestan). Deuts. ent. Z.